# 儒勒·迪蒙·迪維爾
儒勒·塞巴斯蒂安·塞薩爾·迪蒙·迪維爾（法語：Jules Sébastien César Dumont d'Urville，發音：[ʒyl sebastjɛ̃ sezaʁ dymɔ̃ dyʁvil]；1790年5月23日—1842年5月8日）是法國探險家、語言學家、人類學家、海軍少將。他一生探索了南太平洋、西太平洋、澳洲、紐西蘭和南極洲等地。迪蒙雖然作為一位植物學家和製圖師，反而以探險事蹟聞名於世。

## 童年
迪蒙生於法國努瓦羅河畔孔代，自幼體弱多病。他的父親加布埃爾里·查爾斯·弗朗索瓦·迪蒙·迪維爾（1728年—1796年）是一名孔代的法庭執達吏；母親珍妮·弗朗索瓦·維多利·朱莉（1754年—1832年）是來自下諾曼第克魯瓦西萊的鄉下貴族，為一名嚴謹且達禮的女性。在迪蒙的父親去世後，他的舅舅,克魯瓦西萊修道院院長,便擔負起父親職責與教育義務，讓他學習拉丁語、古希臘語、修辭學和哲學。1804年，迪蒙就讀康城的帝國高中（lycée Impérial）。他在圖書館中閱讀百科全書，並接觸到布干維爾、庫克、安生等人的探險事蹟，使他對這些事情產生興趣。17歲時，他因為物理入學考成績不理想而無法進入巴黎綜合理工學院就讀，因而決定加入法國海軍。

## 早年海軍生活
1807年，迪蒙進入布雷斯特海軍學校就讀。他嚴肅、膽小、好學、不喜玩樂，喜愛研究勝過學習軍事學問。
當時法國海軍被絕對優勢的英國皇家海軍封鎖在港灣內，因而被橫掃歐陸的拿破崙陸軍瞧不起。迪蒙與同儕因而被侷限在陸地上，在學校的第一年只好修讀外語。1812年，升上少尉後，他對港口生活與年輕軍官的放蕩行為感到不滿，因而要求轉到土倫的「敘弗朗」號上任職，但還是被困在港口無法出航。
在這段期間，迪蒙養成了深厚的文化素養。他會說拉丁語、希臘語、英語、德語、義大利語、俄語、中文和希伯來語。在之後的太平洋旅程中，拜他驚人的記憶力所賜，學會一些玻里尼西亞與美拉尼西亞的當地語言。他也在普羅旺斯山上學習植物學和昆蟲學，並在附近的海軍天文台研讀星象。
1814年，拿破崙被放逐到厄爾巴島上，迪蒙終於有機會參與第一次的地中海短期航行。1816年，他娶了土倫鐘表店女兒阿德利·佩平為妻，但迪蒙的母親並不喜歡她。

## 愛琴海上
1819年，迪蒙登上由船長皮埃爾·亨利·古迪·都柏率領的「契甫雷特」號，前往希臘群島周邊進行水文調查。在短暫停泊於米洛斯島期間，被當地農民重新發現的大理石雕塑（即米洛的維納斯）吸引了迪蒙的注意。他認為這具雕塑品極具價值而想帶回國內，但船艦指揮官表示船上空間不足以容納，且害怕航行途中的惡劣天氣會損壞這件作品，因而轉向君士坦丁堡法國大使報告他的發現。「契甫雷特」號於4月22日抵達君士坦丁堡，成功說服大使對獲取雕塑採取行動。
同時，當地農民將雕塑賣給傳教士馬卡里奧·維吉斯，他想進獻給君士坦丁堡的蘇丹。法國大使趕到當地時，雕塑正要被裝進前往君士坦丁堡的貨船中，迪蒙說服當地主教取消交易並將雕塑交給法國。這讓他贏得了法國榮譽軍團勳章騎士勳位與法國科學院的注目，並晉升中尉。

## 格吉爾號的航海
「契甫雷特」號歸國後，迪蒙被送至海軍檔案室並遇到舊識路易·伊西多爾·都貝勒中尉，兩人開始計劃太平洋的探險活動。因為法國在拿破崙戰爭中被趕出太平洋，政府希望藉此收回一些新南威爾斯的失地。1822年8月11日，「格吉爾」號前往太平洋收集戰略與科研資料，且因為都貝勒較迪蒙年長四歲而被任命為船艦指揮。迪蒙在途中發現了新品種企鵝，並以自妻命名為阿德利企鵝。
勒內-普里梅韋勒·萊松也作為船醫登上這艘船。此時，35歲的迪蒙雖然在船上堅守崗位，但長期不注意自身健康狀況，而使得身體虛弱。1825年3月，船隻返國，萊松和迪蒙收集了超過3000種植物（有400種未知物種）、1200種昆蟲（有300種未知物種），超過法國自然史博物館的館藏量，這些都來自於福克蘭群島、智利與秘魯海岸、太平洋群島、紐西蘭和澳洲。這讓喬治·居維葉與弗朗索瓦·阿拉戈對迪蒙讚譽有加。然而，儘管迪蒙表現良好，卻不像同袍都貝勒晉升為指揮官，反倒被降階，這讓他深受打擊。
迪蒙作為一位植物學家和製圖師在紐西蘭留下了足跡，他以自己命名了迪維爾海草屬。

## 星盤號第一次航海
在迪蒙回到「格吉爾」號兩個月後，他為海軍擘劃下一次的探險活動。由於和都貝勒的關係惡化，他希望能親自指揮船隻。在計畫被採納後，「格吉爾」號被重新命名為「星盤」號，用以紀念讓—弗朗索瓦·德·加羅,拉·皮魯茲伯爵。1826年4月22日，「星盤」號從土倫航向太平洋，展開為期三年的環球航行。

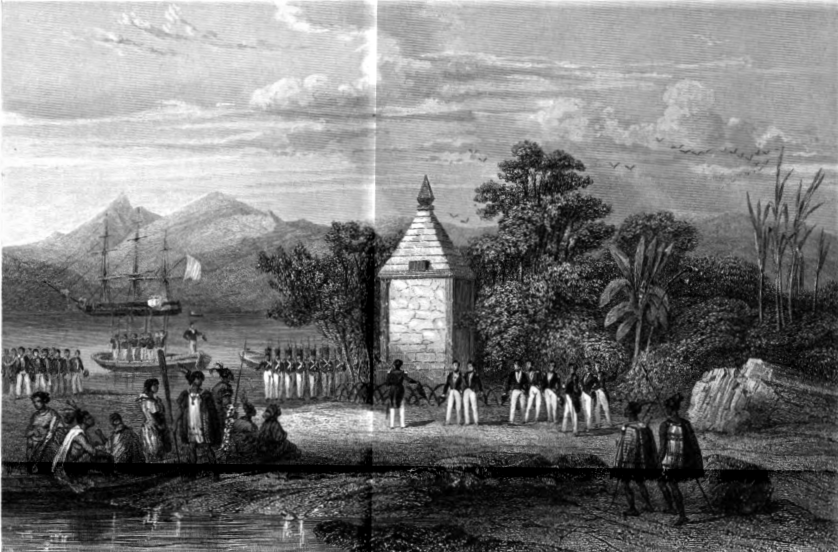
瓦尼科羅島拉·皮魯茲伯爵紀念碑揭幕儀式

「星盤」號繞過澳洲南方，重新測繪紐西蘭南島地圖。經過東加和斐濟，繪製第一張羅雅提群島地圖，並探索新幾內亞海岸。之後迪蒙在瓦尼科羅島發現拉·皮魯茲伯爵的船難殘骸，將船上遺物帶回。他們繼續前往加羅林群島和摩鹿加群島測繪地圖。1829年3月25日，「星盤」號抵達法國馬賽港，船上豐富的動植物、昆蟲資料對當時的科學研究助益甚深。在此次探險途中，他首次使用馬來西亞、密克羅尼西亞和美拉尼西亞等詞彙來區分不同太平洋文化及島群的波里尼西亞。
長期在船上粗劣伙食的影響下，迪蒙的身體變得更為虛弱，飽受痛風、胃、腎等疾病所苦。在前十三年的婚姻生活中，迪蒙夫婦育有兩子，長子早夭，次子也在迪蒙回國四年後過世，夫妻超過半數時間分隔兩地。
迪蒙與家人度過了短暫的時光後便回到巴黎，他晉升為中尉並負責撰寫航行報告，報告分為五冊於1832至1834年間由政府出版。在這些年間，迪蒙因為痛風變得易怒，而失去長官的同情。在報告中，他嚴詞批判軍中官僚、同袍、法國科學院甚至是國王路易-菲利普一世，認為他們並不認可此次出航任務。
1835年，迪蒙回到土倫從事陸上工作，期間另一女兒因霍亂夭折、兒子埃米爾出生，也對詹姆斯·庫克得第三次探險心生嚮往。他重新檢視「星盤」號的航海日誌，發現在大洋洲有未探索區域。1837年1月，他向海軍部提出新的太平洋探險計畫。

## 星盤號第二次航海
國王路易-菲利普一世贊同此計畫，但他要求目標改成南極，來為法國獲得南極領地；若不成功，則須深入詹姆斯·威德爾1823年探勘的同等緯度海域。因此，法國加入南極探險的國際競爭中。
迪蒙最初對於計畫遭到更改頗為不滿，因為他比較熱衷於熱帶地區探險，但隨後被自身渴望得到名譽的虛榮心所掩蓋。由查爾斯·賈奎諾所指揮的「星盤」號和「熱心」號已在土倫港待命，而迪蒙則前往倫敦收集相關儀器與資料，並拜會英國海軍部海洋學家弗朗西斯·伯福特與皇家地理學會主席約翰·華盛頓，兩人皆是英國極地探險的支持者。

### 接觸南極洲

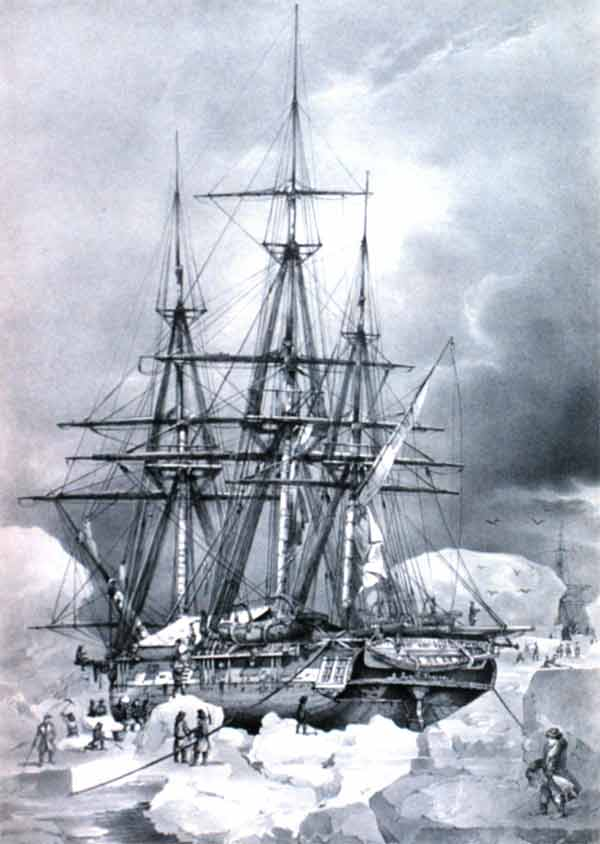
1838年，星盤號從浮冰上取水

經過三週的延誤，1837年9月7日，「星盤」號和「熱心」號從土倫出發。他的任務目標是更往南深入威德爾海；經過麥哲倫海峽、智利海岸，前往調查英國西澳殖民地；經荷巴特、紐西蘭找尋可設立法國罪犯殖民地的地區。預計經東印度群島、繞過好望角返回法國。
在航海初期，部分船員因酗酒衝突被關押在特內里費島，而在里約熱內盧讓一名生病官員短暫登陸停留，期間也因腐敗的肉品影響船員健康。11月下旬，船隊抵達麥哲倫海峽。迪蒙認為往南方之前還有充裕的時間，因而多停留三個禮拜為海峽繪製更精確的地圖。
在看見第一座冰山的兩個禮拜後，1838年1月1日，「星盤」號和「熱心」號被浮冰所圍繞，使他們無法往南繼續前進。之後的兩個月，迪蒙嘗試找到路徑前往南方目標緯度，但仍為浮冰所阻。五天後，他們開通一條小通道離開此處。
船隊抵達南奧克尼群島後，便直接前往南設得蘭群島和布蘭斯菲爾德海峽。儘管濃霧遮蔽視線，他們仍將一些新地點標記在地圖上，如：路易-菲利普地（現葛拉漢地）、羅薩梅爾島（現安德生島）和茹安維爾群島。此時，船上的衛生條件快速惡化，大部份的船員罹患壞血病，難以忍受的腐敗氣味瀰漫整個甲板。1838年2月，迪蒙接受不可能再往南航行的事實，因而懷疑威德爾記錄的真實性。他率船抵達智利塔爾卡瓦諾，並建立臨時醫院治療58名壞血病人。

### 太平洋
迪蒙在太平洋探險途中停靠許多玻里尼西亞島嶼，在抵達馬克薩斯群島時，船員發現能以一些方法來和當地居民交流；在努庫希瓦島則記錄了些當地事件。在從東印度群島前往塔斯馬尼亞島途中，有17名船員因罹患熱帶疾病與痢疾而死。對於迪蒙而言，最糟的情況莫過於瓦爾帕萊索的探險途中，收到二兒子因霍亂死亡的噩耗。他的妻子悲傷地要求迪蒙返家，這也使他的健康惡化，時常飽受痛風和胃痛之苦。
1839年12月12日，兩艘護衛艦抵達荷巴特運送病患與死者回國。迪蒙收到來自塔斯馬尼亞總督、北極地區探險家約翰·富蘭克林的來信，他說由查爾斯·威爾克斯所率領的美國探險隊正停泊於雪梨，準備向南進發。
看到人員持續減少和不佳的運氣，他決定只率「星盤」號嘗試前往南極點。但身受重傷的賈奎諾船長激勵新替人員士氣，並說服迪蒙重新考慮他的決定。1840年1月1日，「星盤」號和「熱心」號離港，迪蒙的目標很簡單：風向允許下前往南方。

### 航向南方
在最初幾天，他們越過20多度和向西的洋流，但也損失了數人。船隊越過南緯50°後，氣溫與水溫急速下降。1月16日，跨越南极辐合带的慶祝活動結束後，於南緯60°目視到第一座冰山，兩天後他們發現船隊處於一團浮冰的中央。1月20日，船隊跨越南極圈後，他們舉行了類似赤道跨越慶典的慶祝活動，並於當天午後目視到陸地。
兩船慢慢向西航行。1月22日，晚上9點前有部分船員於杜摩林島下船，約離星盤冰河500至600公尺。迪蒙命名了幾阿羅基群島和阿德利蘭，並由當時船上的水文學家克萊門特·阿德里安—杜摩林繪製精準的海圖。
接下來的幾天，船隊繼續向西航行並測定地磁南極的大略位置。船員見到美國查爾斯·威爾克斯所率領的雙桅縱帆船「波波色」號，但對方很快的逃入霧中。1月1日，迪蒙決定向北返航至荷巴特，並於17天後抵達，正好遇見要南下南極探險的詹姆斯·克拉克·羅斯的兩艘船艦。
2月25日，船隊前往奧克蘭群島，並放置了紀念碑，宣稱他們發現了磁南極。船隊經由紐西蘭、托勒斯海峽、帝汶、留尼旺和聖赫勒拿島，最終於1840年11月6日抵達了土倫港，最後一次的法國南極探險結束。

### 返回法國

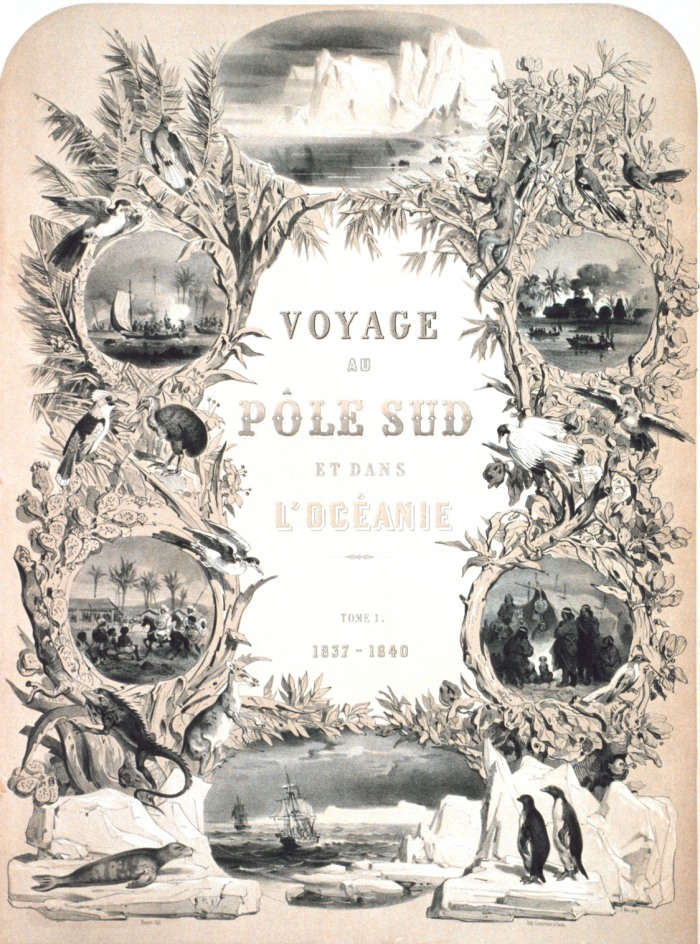
封面標題：Voyage au pole sud et dans l'Oceanie

返回法國後，迪蒙被擢升為海軍少將和獲頒法國巴黎地理學會的金獎章，並成為該會主席。他隨後撰寫此次探險報告，並於1841至1854年間陸續出版了24冊文字報告與7冊的插圖和地圖集。

## 過世與遺產
1842年5月8日，迪蒙和家人在國王慶典結束後搭乘由凡爾賽鎮開往巴黎的火車。列車在默東附近出軌，煤水車在車前翻覆而導致火災，迪蒙和家人在這場第一次法國列車事故中喪生。災後，迪蒙的遺體被「星盤」號的船醫都蒙提爾辨認出來，後葬於巴黎蒙巴納斯墓地。

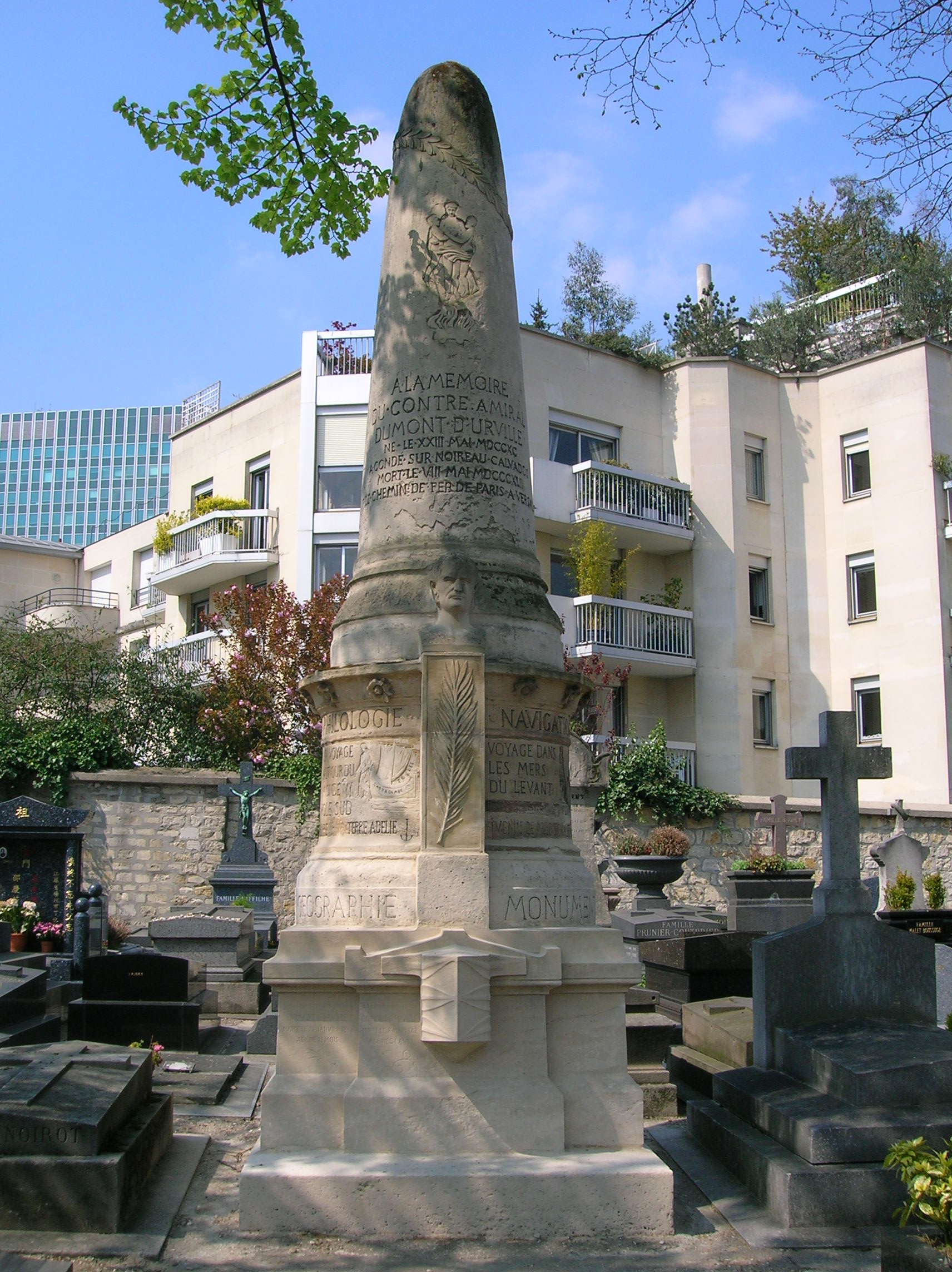
巴黎的朱·迪蒙·迪維爾墓碑

這場悲劇也迫使法國政府取消乘客在列車行進中不得離開乘車間的規定。
為了紀念迪蒙在海圖上的貢獻，許多地方都以他為名：迪維爾海、迪維爾島、印尼巴布亞省迪維爾角、奧克蘭島迪維爾山、紐西蘭迪維爾島和南極迪蒙·迪維爾站。迪蒙也以自妻命名了南極佩平島和阿德利蘭；以母親家族發源地命名南極克魯瓦西萊港。一艘服役於法屬玻里尼西亞的法國海軍運輸船也以他為名。

## 延伸閱讀
- Edward Duyker Dumont d’Urville: Explorer and Polymath, Otago University Press, Dunedin, 2014, p. 671 ISBN 978 1 877578 70 0, University of Hawai’i Press, Honolulu, 2014 ISBN 978-0-8248-5139-2.
- （法文）Guillon, Jacques. . Paris: France-Empire. 1986.
- （英文）Gurney, Alan. . New York: W.W. Norton & Company. 2000: 320. ISBN 0-393-05004-1.
- （法文）Lesson, René-Primevère Alan. . Rochefort: Imprimerie de Henry Loustau. 1845.
- （法文）Vergniol, Camille. . 1930.
- （英文）. South-Pole.com.   [2007-01-05]. （原始内容存档于2010-01-24）.